# Русская рулетка 2: Закрытые планеты
Русская рулетка 2: Закрытые Планеты — компьютерная игра, разработанная компанией Logos и изданная компанией Бука 26 марта 1999 года.

## Сюжет
Сюжет игры повествует о некоем человеке, потомке императоров, который путешествует по различным мирам с целью попасть на планету-хранилище Знаний. Путешествия по мирам осуществляются с помощью порталов. В каждом мире необходимо добыть несколько кристаллов, получаемых за задания и вставляемых в портал чтобы продвинуться дальше. Каждый мир уникален, в каждом свой стиль, свои модели техники. Игроку предоставляется неограниченная свобода действий в рамках мира: он волен в любой момент отказаться от задания и отправится куда вздумается. Транспорт в игре в основном двух видов: ездящий и летающий (иногда попадается плавающий). В каждом мире было две противоборствующие фракции (исключение — один из последних миров, в котором фракции было три, причём техника у каждой отличалась типом передвижения). Задания, которые они выдают, уникальны: кроме простого преследования цели и уничтожения её есть также похищения кристалла и уничтожения конвоя. Изначально в каждом мире все дружелюбны к игроку, но только до тех пор, пока он не начинал выполнение задания. Техника выдавалась после взятия очередной миссии, а также располагалась в разных местах мира. Все дружественные единицы, а также техника были показаны на интерактивной карте. Сам по себе игрок был безоружен и имел крайне маленький запас здоровья, поэтому было необходимо как можно скорее залезть в какую-нибудь машину. Всего миров было девять.

## Отзывы
15 мая 1999 года старейший русскоязычный игровой сайт Absolute Games написал рецензию на игру, в которой игра была оценена в 80 %.